# Iekaterina Ilioukhina
Iekaterina Sergueïevna Ilioukhina (russe : Екатерина Сергеевна Илюхина et en anglais : Ekaterina Ilyukhina ; née le 19 juin 1987 à Novossibirsk) est une snowboardeuse russe.

## Palmarès

### Jeux olympiques
| Épreuve / Édition      | Vancouver 2010 |
| Slalom géant parallèle | Argent         |

### Championnats du monde
| Épreuve / Édition      | Whistler 2005 | Arosa 2007 | Gangwon 2009 | La Molina 2011 |
| Snowboardcross         | 38e           | -          | -            | -              |
| Slalom parallèle       | 54e           | 25e        | 23e          | 11e            |
| Slalom géant parallèle | 42e           | -          | 36e          | 19e            |